# Cepetro
O Cepetro (Centro de Estudos de Petróleo) está localizado na Universidade Estadual de Campinas, no estado de São Paulo, e foi criado através de uma parceria entre a universidade e a Petrobras. A criação do centro buscou atender a demanda crescente por pesquisas na área de petróleo que buscassem unir universidades e empresas em busca de novos conhecimentos e tecnologias para o setor. O principal objetivo do centro é promover a ligação entre a universidade e a sociedade, oferecendo apoio a cursos, projetos de pesquisa científica e tecnológica e de prestação de serviços na área de ciências e engenharia de petróleo.

## Histórico

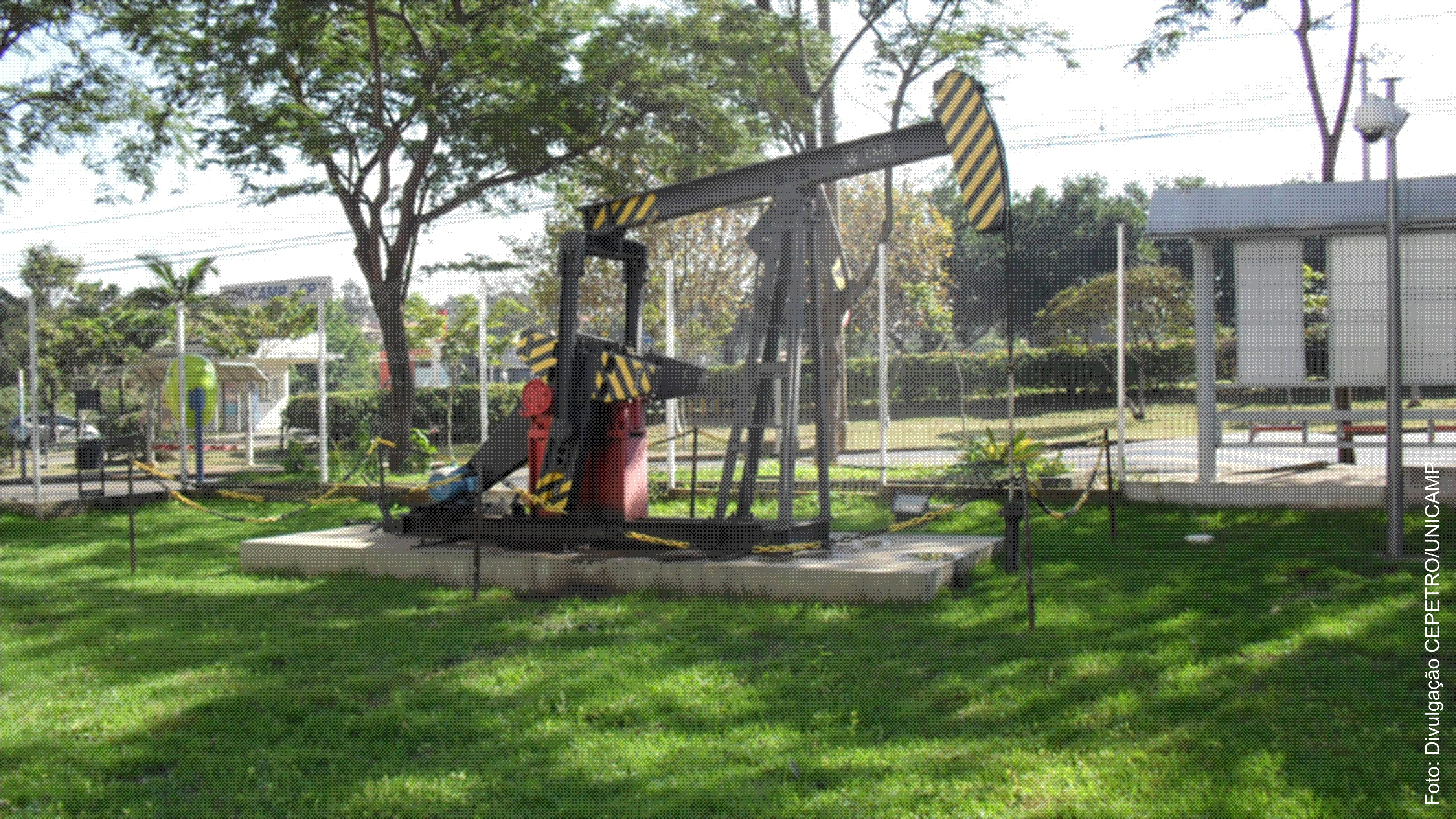
Réplica de cavalo mecânico utilizado em extração de petróleo onshore construída no jardim do CEPETRO, na UNICAMP

O Cepetro foi criado em março de 1987 através de uma parceria entre a Unicamp e a Petrobras. Essa parceria também criou, em agosto do mesmo ano, o Departamento de Engenharia do Petróleo e o curso de mestrado em engenharia do petróleo, ambos na Faculdade de Engenharia Mecânica da Unicamp. Em 1990, foi criado o programa de mestrado em geoengenharia de reservatórios de petróleo, no Instituto de Geociências da Unicamp. O sucesso desses dois cursos de pós-graduação levou à sua união em 2000, dando origem ao programa de mestrado e doutorado em engenharia de petróleo.

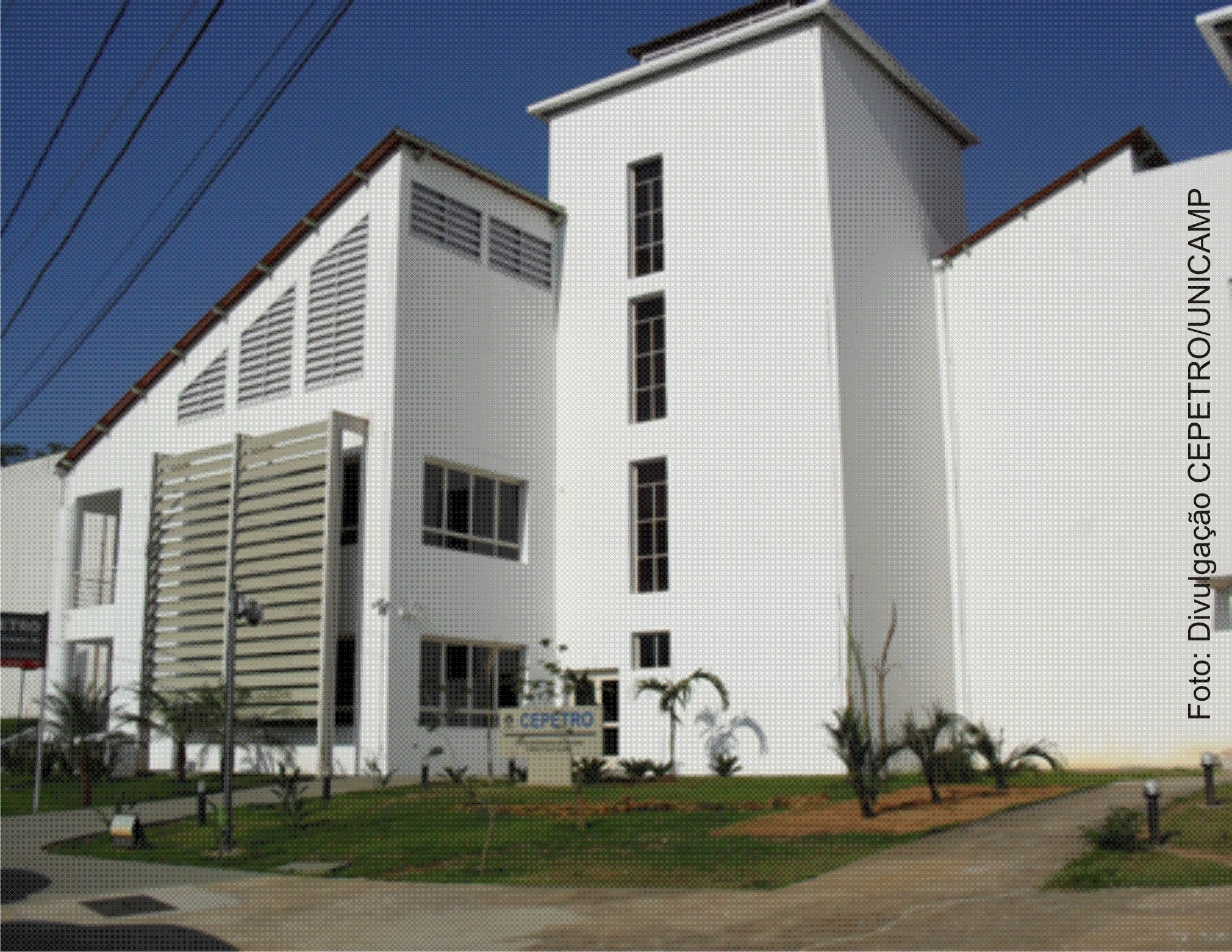
Fachado do CEPETRO

Atualmente, o Cepetro apoia cursos e projetos na área de ciências e engenharia de petróleo, contemplando as áreas de explotação petrolífera e geoengenharia de reservatórios petrolíferos, atendendo às atividades de geologia, engenharia de reservatórios, perfuração e contemplação de poços, produção petrolífera e gestão de recursos petrolíferos e processamento sísmico.
A excelência do trabalho desenvolvido pelo Cepetro é atestada por mais de 38 prêmios conquistados em pouco mais de duas décadas de existência, entre os quais destacam-se os títulos concedidos pela Society of Petroleum Engineers-SPE, pela Association of Geoscientists & Engineers, pela Petrobras e pela própria Unicamp.

## Linhas de pesquisa[1]

### Análise numérica
O objetivo desta linha de pesquisa é resolver equações diferenciais parciais provenientes de aplicações nas ciências físicas e na engenharia através métodos numéricos. As simulações numéricas buscam solucionar problemas de previsão numérica do tempo em meteorologia e de problemas relacionados com fluxos em meios porosos relacionados com prospecção de petróleo.

### Economia dos recursos minerais
Esta linha visa investigar a aplicação da análise econômica e dos processos decisórios aos recursos minerais e petrolíferos. O grupo possui grande envolvimento no desenvolvimento de metodologias para tratamento das incertezas econômicas e geológicas nas atividades de exploração e produção de petróleo. Além disso, desenvolve outras abordagens ligadas aos processos decisórios na indústria mineral e do petróleo.

### Engenharia de poços
A pesquisa nesta linha envolve vários aspectos da engenharia de petróleo, estendendo-se desde o projeto, planejamento da perfuração e completação dos poços de petróleo até as operações marítimas. Pesquisas básicas e de aplicação têm sido desenvolvidas em problema de estabilidade de poços, fluidos de perfuração e seu escoamento no poço durante a operação, projeto de poços direcionais e novas técnicas de perfuração, controle e segurança de poço, operabilidade de navios e plataformas de perfuração e completação sob efeito de condições ambientais.

### Geofísica computacional
A finalidade desta linha é a pesquisa, desenvolvimento e aplicação de métodos e algoritmos computacionais ligados a problemas diretos e inversos da propagação de ondas. De especial interesse são os algoritmos de processamento sísmico, incluindo a construção de imagens, extração de atributos e inversão de dados sísmicos com vistas à exploração e monitoramento de resrvatórios de petróleo.

### Produção de óleo e gás
Tem por objetivo central o estudo integrado de novas técnicas e tecnologias que procuram viabilizar a produção de óleo e gás, garantindo o escoamento desta produção em campos terrestres e marítimos, e visando a redução de custos através de um gerenciamento inteligente da produção. O grupo desenvolve atividades de forma interdisciplinar em engenharia de produção de petróleo, destacando-se particularmente as pesquisas em elevação artificial, separadores gás-líquido-sólido, sistemas inteligentes e produção e transporte de óleos pesados.

### Reservatórios
A finalidade desta linha de pesquisa é o estudo de caracterização e comportamento de reservatórios e de fluidos, métodos especiais de recuperação, simulação de reservatórios, modelagem geofísica, métodos numéricos para simulação, transferência de calor e massa em meios porosos, análise de teste em poços, traçadores, tomografia computadorizada e equilíbrio de fases.

### Sistemas marítimos de produção e poços submarinos de petróleo
Esta linha se propõe a investigar a caracterização de reservatórios marítmos desde a escala miscroscópica (aspectos petrofísicos) até a escala macro e megascópica (geometria dos corpos e arquitetura). Sua função é fazer análise de risco e buscar as melhores soluções para a perfuração de poços e a produção de óleo e gás em reservatórios marítimos.

## Laboratórios
O Cepetro apóia, através de diversos convênios, a criação e manutenção de vários laboratórios em algumas unidades da Unicamp. Seus principais laboratórios são:
- Laboratório Kelsen Valente Serra - Labpetro
- Laboratório  de Métodos Miscíveis de Recuperação
- Laboratório de Emulsões
- Laboratório de Sistemas Marítimos de Petróleo e Risers
- Laboratório de Simulação e Gerenciamento de Reservatórios
- Laboratório de Geofísica Computacional

### Órgãos e empresas financiadoras
- ANP (Agência Nacional de Petróleo),
- CAPES (Coordenação de Aperfeiçoamento de Pessoal de Nível Superior),
- CNPq (Conselho Nacional de Desenvolvimento Científico e Tecnológico),
- FAPESP (Fundação de Amparo à Pesquisa do Estado de São Paulo),
- FINEP (Financiadora de Estudos e Projetos),
- MCT (Ministérios de Ciência e Tecnologia),
- MME (Ministério de Minas e Energia,)
- Petrobras (Petróleo Brasileiro S/A).